# Goričanovec
Goričanovec is een plaats in de gemeente Đurmanec in de Kroatische provincie Krapina-Zagorje. De plaats telt 298 inwoners (2001).